# Penelles
Penelles település Spanyolországban, Lleida tartományban. Penelles Castellserà, La Fuliola, Bellmunt d’Urgell, Ivars d'Urgell, Linyola, Bellcaire d’Urgell és Montgai községekkel határos. Lakosainak száma 435 fő (2024).

## Népesség
A település népessége az utóbbi években az alábbiak szerint változott:
| Lakosok száma | 58   | 592  | 1089 | 1144 | 628  | 523  | 546  | 504  | 452  | 435  |
|               | 1717 | 1887 | 1936 | 1960 | 1986 | 2004 | 2009 | 2014 | 2019 | 2024 |